# Ажа
Ажа (фр. Ajat) насеље је и општина у југозападној Француској у региону Аквитанија, у департману Дордоња која припада префектури Периже.
По подацима из 2011. године у општини је живело 334 становника, а густина насељености је износила 15,22 становника/km². Општина се простире на површини од 21,95 km². Налази се на средњој надморској висини од 189 метара (максималној 284 m, а минималној 148 m).

## Демографија
| 1962. | 1968. | 1975. | 1982. | 1990. | 1999. | 2011. |
| ----- | ----- | ----- | ----- | ----- | ----- | ----- |
| 260   | 306   | 301   | 297   | 275   | 281   | 334   |

График промене броја становника у току последњих година